# 2657 Bashkiria
2657 Bashkiria је астероид главног астероидног појаса чија средња удаљеност од Сунца износи 3,178 астрономских јединица (АЈ).
Апсолутна магнитуда астероида је 11,6.